# Monticolomys koopmani
Monticolomys koopmani és una espècie de mamífer rosegador de la família dels nesòmids i l'única del gènere Monticolomys. És endèmic de Madagascar, on viu a altituds d'entre 800 i 2.200 msnm. Grimpa els arbres. El seu hàbitat natural són els boscos montans. Està amenaçat per l'artigatge utilitzat per a obrir zones de pasturatge.
L'espècie fou anomenada en honor del zoòleg estatunidenc Karl Koopman.